# Leslie Bibb
Leslie Louise Bibb (ur. 17 listopada 1974 w Bismarck) – amerykańska aktorka i modelka.

## Filmografia
- Niebieski Pacyfik (Pacific Blue, 1996) jako Nikki (gościnnie)
- Pan Złota Rączka (Home Improvement, 1996) jako Lisa Burton (gościnnie)
- Części intymne (Private Parts, 1997) jako przewodnik NBC
- Ja się zastrzelę (Just Shoot Me!, 1997) jako Nikki (gościnnie)
- Fired Up (1997) jako Lana (gościnnie)
- Touch Me (1997) jako dziewczyna na imprezie
- Miasto na luzie (Big Easy, 1997) jako Janine Rebbenack
- Something So Right (1998) jako Tina (gościnnie)
- Zdarzyło się jutro (Early Edition, 1998) jako Emily Harrigan (gościnnie)
- Strażnicy miasta (Sons of Thunder, 1999) jako Nancy Jones (gościnnie)
- Asy z klasy (Popular, 1999–2001) jako Brooke McQueen
- Sekta (Skulls, 2000) jako Chloe Whitfield
- The Young Unknowns (2000) jako Cassandra
- Agencie, podaj łapę (See Spot Run, 2001) jako Stephanie
- Ostry dyżur (ER, 2002–2003) jako Erin Harkins
- Line of Fire (2003–2005) jako Paige Van Doren
- Dziewczyna na Kapitolu (Capital City, 2004) jako Paige Armstrong
- Bez skazy (Nip/Tuck, 2004) jako Naomi Gaines (gościnnie)
- Hitched (2005) jako Emily
- Jordan (Crossing Jordan, 2005–2007) jako detektyw Lu Simmons
- Tamten świat samobójców (Wristcutters: A Love Story, 2006) jako Desiree
- Ricky Bobby: Demon prędkości (Talladega Nights: The Ballad of Ricky Bobby, 2006) jako Carley Bobby
- Sexlista 101 (Sex and Death 101, 2007) jako Miranda
- CSI: Kryminalne zagadki Miami (CSI: Miami, 2007) jako Beth & Cayla Selby, Ashley Whitford (trojaczki) (gościnnie)
- Ekipa (Entourage, 2007) jako Laurie (gościnnie)
- Upiorna noc halloween (Trick 'r Treat, 2007) jako Emma
- Iron Man (2008) jako Christine Everhart
- Nocny pociąg z mięsem (The Midnight Meat Train, 2008) jako Maya
- Wyznania zakupoholiczki (Confessions of a Shopaholic, 2009) jako Alicia Billington
- Kings (2009) jako Katrina Ghent
- Prawo zemsty (Law Abiding Citizen, 2009) jako Sarah Lowell
- The League (2009) jako Meegan
- Iron Man 2 (2010) jako Christine Everhart
- Panna Nikt (Miss Nobody, 2010) jako Sarah Jane McKinney
- Zróbmy sobie orgię (A Good Old Fashioned Orgy, 2011) jako Kelly
- Heca w zoo (The Zookeeper, 2011)
- Świętoszki z Dallas (2012) jako Amanda Vaughn z d. Stopper
- The Following (2014) jako Jana Murphy
- Zadbaj o siebie (Take Care, 2014) jako Frannie
- Biały Lotos sezon 3 (The White Lotus, 2025) jako Kate